# 1370 en santé et médecine
| Années de la santé et de la médecine : 1367 - 1368 - 1369 - 1370 - 1371 - 1372 - 1373    |
| Décennies de la santé et de la médecine : 1340 - 1350 - 1360 - 1370 - 1380 - 1390 - 1400 |

Cet article présente les faits marquants de l'année 1370 en santé et médecine.

## Événements
- 16 janvier : la reine Jeanne, comtesse de Provence, « accorde franchise de la taille et de toutes autres impositions au Juif Bendich Ahin, médecin d'Arles, et à ses héritiers, à cause des services qu'[elle] a reçus de lui[1],[2] ».
- Fondation de l'hôpital Sainte-Marthe à Montpellier par Pierre Gras, bourgeois de la ville[3].
- Fondation de l'hôpital Saint-François à Chambéry en Savoie, voué à l'accueil des enfants trouvés ou abandonnés[4].
- Jean de Rhense, maître de l'école capitulaire de Saint-Castor, fonde « de ses propres deniers » à Coblence, dans la principauté de Trèves en Allemagne, « un hôpital particulier pour les pauvres pèlerins[5] ».
- Hugues Aubriot, prévôt de Paris, fait construire, rue Montmartre, le premier égout couvert de la ville[6].
- Ziliolus de Feracavallis, chapelain de l'hôpital San Lorenzo de Bergame, « est accusé de refuser aux pauvres le gite et le couvert, de menacer de mort ses frères, et d'avoir une relation sexuelle avec une femme de l'hôpital[7] ».
- Année prétendue de l'invention de l'eau de la reine de Hongrie, alcoolat de romarin qui, « après avoir figuré dans les pharmacopées officielles jusqu'au milieu du dix-neuvième siècle, est tombé dans un profond oubli[8],[9] ».

## Naissance
- Vers 1370 : Guillaume Desjardins (mort en 1438), médecin normand, reçu docteur à Paris, établi à Rouen, favorisé par Henri V, roi d'Angleterre et souverain effectif de la Normandie, chancelier de l'église de Bayeux, « siégea parmi les juges de Jeanne d'Arc, à qui il lui arriva même de donner ses soins » en 1431[10] .

## Décès
- Thomas del Garbo (né vers 1305), professeur de médecine à Pérouse et à Bologne, ami de Pétrarque, fils de Dino del Garbo[11].